# Кондро
Кондро (італ. Condrò, сиц. Cundrò) — муніципалітет в Італії, у регіоні Сицилія,  метрополійне місто Мессіна.
Кондро розташоване на відстані близько 480 км на південний схід від Рима, 175 км на схід від Палермо, 19 км на захід від Мессіни.
Населення — 500 осіб (2014).
Щорічний фестиваль відбувається 15 червня. Покровитель — святий Віт martire.

## Демографія
Населення за роками:

Станом на 1 січня 2023 року в муніципалітеті офіційно проживало 16 іноземців з 7 країн, серед них 10 громадян країн Євросоюзу та 2 громадяни України.

## Сусідні муніципалітети
- Гуальтієрі-Сікаміно
- Паче-дель-Мела
- Сан-П'єр-Нічето